# Пионерлагерь (Ломоносов)

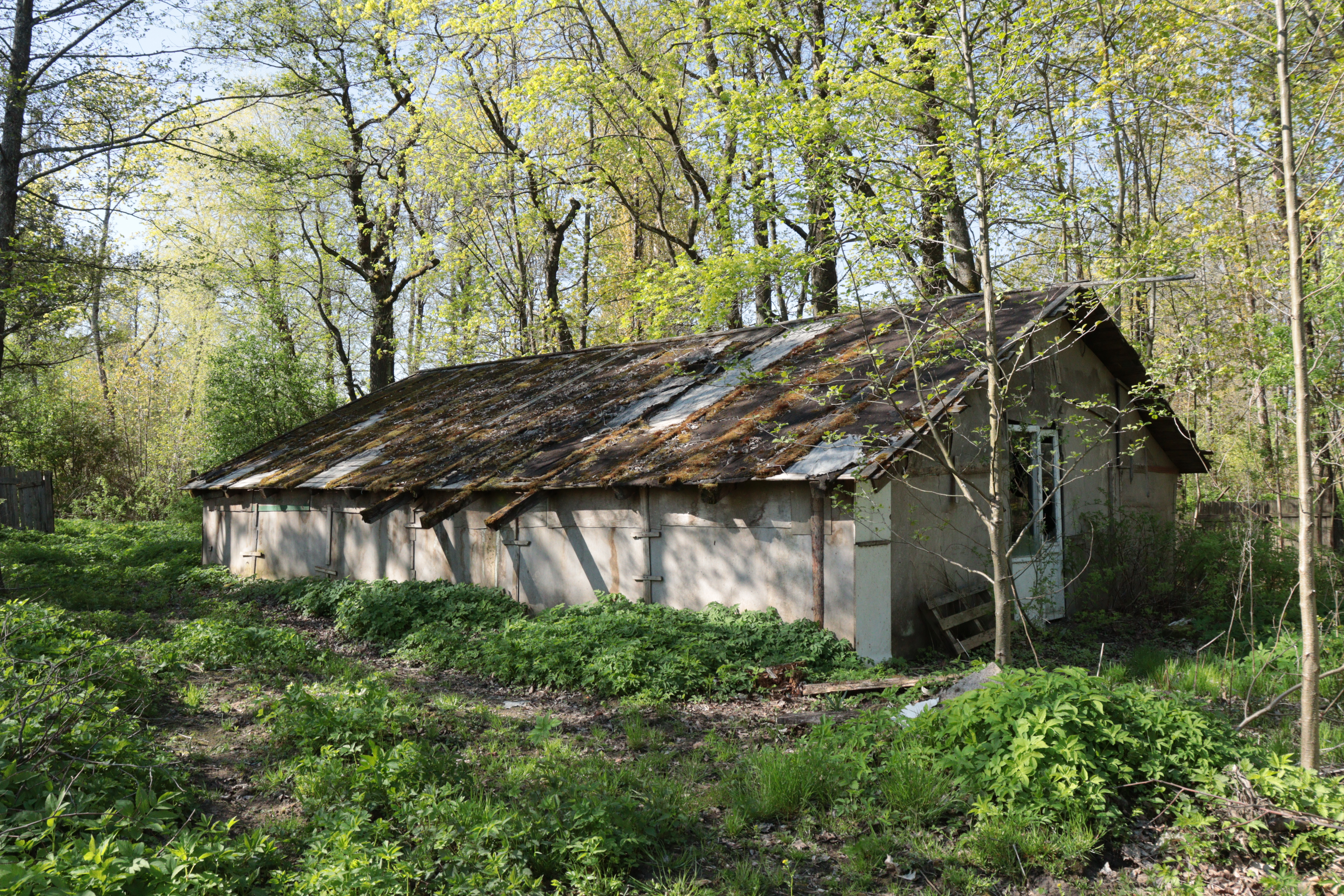
Заброшенное одноэтажное здание на территории Госпитальной дачи

Пионерла́герь (исторически Госпитальная дача) — территориальная зона в городе Ломоносове Петродворцового района Санкт-Петербурга. Расположен между Краснофлотским шоссе, КАД и границей Санкт-Петербурга.
Часть территории является объектом культурного наследия ЮНЕСКО «Госпитальная дача» (объект № 540-020g The Datcha of the Hospital). Она включает парк с двумя прудами (на местности существует только один пруд).
Нынешнее название появилось в Ораниенбауме в 1920-х годах. Тогда на территории Госпитальной дачи был построен пионерский лагерь. С тех пор и до 1965 года в состав Пионерлагеря входила также территория на другой стороны КАД — застройка Гвардейской улицы.
Дома пионерского лагеря имели адрес: Ломоносов, Пионерлагерь, 15. В 2010 году эти восемь одноэтажных построек были проданы ООО «ДМ-инвест» под жилую застройку. По данным на декабрь 2014 года строительство не началось, поскольку компания не смогла убедить чиновников в необходимости перевода территории в соответствующую зону в генеральном плане Санкт-Петербурга.